# Pengő-kő

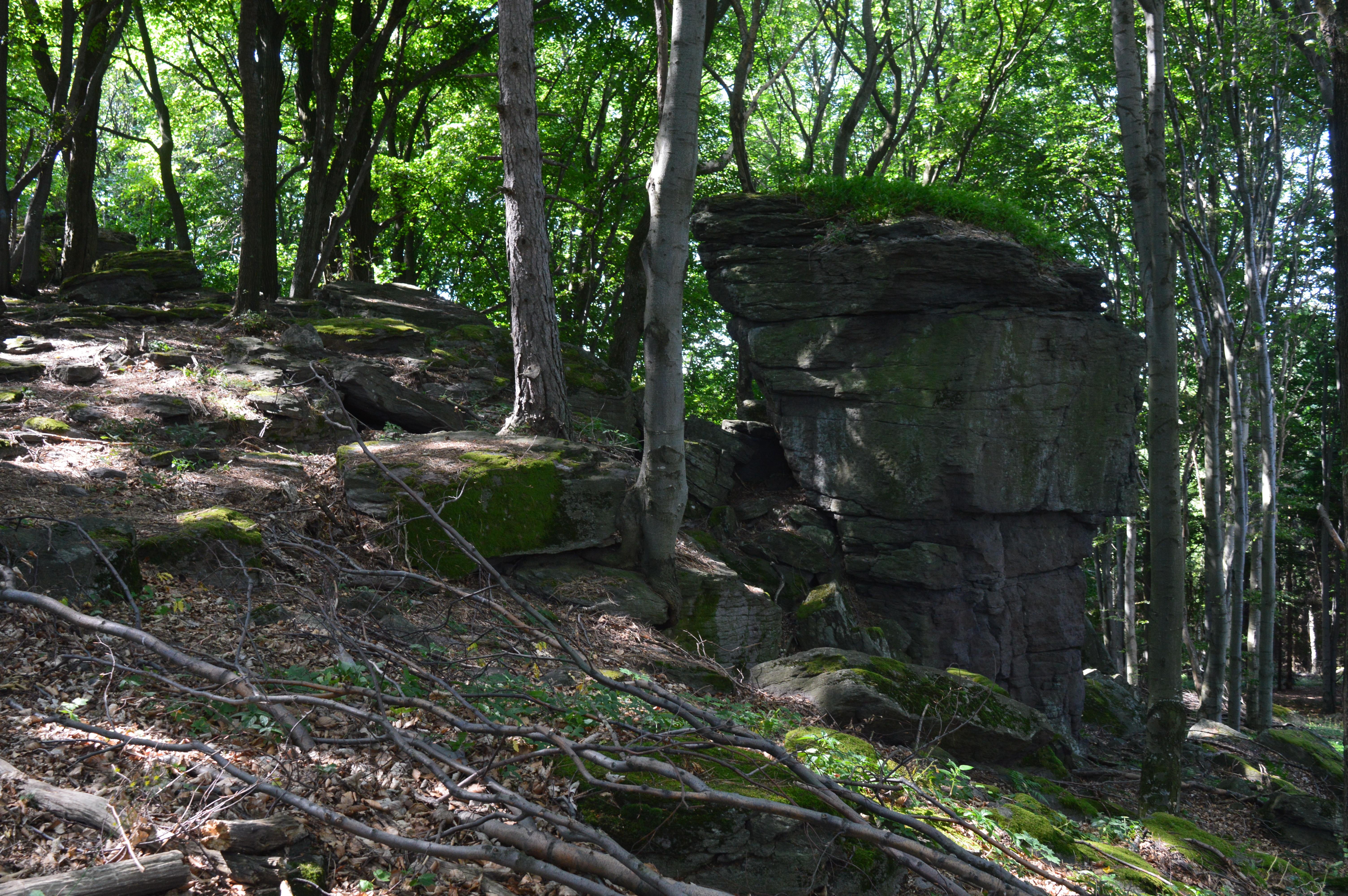
2015-ben

A Pengő-kő a Zempléni-hegységben, az Országos kéktúra útvonalától mindössze 100 méterre, kis magaslat ormán áll 715 méteres tengerszint feletti magasságban.
A hegység számos jégkorszaki formája között a Pengő-kő egy igazi különlegesség. A lapos tetőből kiemelkedő, úgynevezett krioplanációs torony úgy keletkezett, hogy a fagy minden irányból visszabontotta a korábbi csúcsot, amelynek helyén egy minden oldalról fallal vagy a fal további bontásával keletkezett törmelékhalmaz által határolt kőbástya maradt vissza. A csúcson egy ingókő áll. Keletkezésébe nagy szerepet játszott a jégkorszak is. Hazánk legszebb hasonló formái a Zempléni-hegységben vannak, mivel a tetőrégióban előforduló, lemezes szerkezetű andezit kedvezett az itt végbemenő folyamatoknak.